# Base conjugada
Una base conjugada en química és una base química, segons la teoria de Brønsted i Lowry una base és tota substància capaç d'acceptar protons, i un àcid la substància capaç de cedir-los. Com a conseqüència de l'anterior existeix la reversiblitat de la transferència de protons, ja que al cedir un protó, un àcid HA, la part restant: A-, seria capaç d'acceptar aquest H+, o sigui que es comportaria com una base, la qual es coneix com a base conjugada. El mateix es pot dir en el cas d'àcid conjugat.
L'anàlisi de la reacció de l'àcid clorhídric (HCl) amb l'aigua pot ser-ne un exemple:
HCI(aq) + H₂O ↔ H₃O+(aq) + Cl-(aq)
àcid ↔ base
Si el HCI cedeix un protó al H₂O,d'acord amb el concepte de Brønsted, aquesta actua com a àcid i el H₂O com a base.
Però aquesta reacció és reversible.
El CI- pot acceptar un protó del H₃O+ i convertir-se una altra vegada en HCI. Així, la reacció inversa, CI- es comporta com a base i H₃O+ com a àcid. Escrita en forma reversible la reacció del clorhídric amb l'aigua resulta ser:
HCI(aq) + H₂O ↔ H₃O+(aq) + Cl-(aq)
àcid 1 + base 2 ↔ àcid 2 + base 1
Els nombres iguals indiquen una relació mútua i defineixen l'anomenat parell conjugat àcid / base. Això significa que quan un àcid cedeix un protó, es converteix en una espècie química capaç d'acceptar novament un altre protó, és a dir, en una base de Brønsted; i vice-versa. Tals espècies, que difereixen només en un protó (o en un mateix nombre de protons), constitueixen un parell conugat àcid-base.
Els parells conjugats àcid/base es relacionen entre ells mitjançant els següents processos de transferència de protons, representats de forma genèrica:
HA → cessió de protons → A- + H+
àcid ← acceptació de protons ← base	
HB+ → cessió de protons → B + H+
àcid ← acceptació de protons ← base